# Танкокљуна царска шљука
Танкокљуна царска шљука (лат. Numenius tenuirostris) је изумрла врста шљуке пореклом из Евроазије и Северне Африке. Изотопска анализа сугерише да се већина раније популације гнездила у казахстанској степи, упркос записима из сибирских мочвара, и да је била миграторна, раније зимујући у плитким слатководним стаништима око Средоземног мора . Ова врста се јављала као луталица у западној Европи, на Канарским острвима, Азорима, у Оману, Канади и Јапану .
У новембру 2024. године, врста је проглашена глобално изумрлом, а последње непобитно виђење танкокљуне царске шљуке идентификовано је у Мароку у фебруару 1995. године. До сада, њен статус на Црвеној листи IUCN-а није ажуриран, и остаје критично угрожен.

## Опис
Танкокљуна царска шљука била је мала шљука, 36-41 цм дужине, са 80-92 цм распоном крила. Стога је био отприлике исте величине као и мала царска шљука, али је по перју више личио на велику царску шљуку. Одрасла јединка током размножавања била је углавном сивкасто-смеђе боје одозго, са беличастим надрепком и доњим делом леђа. Доњи делови тела су били беличасти, јако прошарани тамносмеђом бојом. На боковима су се налазиле округле или срцолике мрље. Гнездеће перје било је слично, али са мање пега на боковима. Мужјаци и женке су били слични по перју, али су женке имале дужи кљун од мужјака, што је адаптација код врста шљука која елиминише директну конкуренцију за храну између полова. Перје младунаца је било веома слично одраслом, али су бокови били обележени смеђим пругама, а мрље у облику срца су се појавиле тек пред крај прве зиме.
У поређењу са великом царском шљуком, танкокљуна царска шљука је била беља на грудима, репу и доњем делу крила, а кљун је краћи, виткији и благо правији у основи. Пеге на боковима велике царске шљуке у облику врха стреле такође се разликују од округлих или срцоликих пега код одраслих танкокљуних царских шљука. Шара на глави, са тамном капом и беличастом обрвом, подсећа на шару код мале царске шљуке, али та врста такође има централну пругу на круни и јасније изражену шару у целини; шару танкокљуне царске шљуке било би тешко разазнати на терену.
Ова врста показује више беле боје од осталих шљука; међутим, бела доња крила су превише наглашена као релевантан критеријум за идентификацију, заједно са карактеристичним ознакама на боковима одраслих (није корисно код младих и птица у једној години пре постјувенилног митарења). Најновији рад о идентификацији наводи као кључне карактеристике једнолично тамну доњу страну 4 до 6 спољних примарних пера (врх крила или „шака“), црне (одрасли) или у сваком случају тамније (млади и птице прве године) ноге и бели реп са мање тамних пруга.

### Оглашавање
Зов је био "кур-ли", сличан звукувеликој царској шљуки, али виши, мелодичнији и краћи. Позив за узбуну је брзи цу-ее.

## Распрострањеност
Једини потврђени записи о гнежђењу танкокљуне шљуке били су у малом региону уздигнутих мочвара северно од Омска, у Русији, у периоду између 1909. и 1925. године. Изотопска анализа сугерише да је главни ареал размножавања врсте био у уском појасу у Казахстану, центрираном око 50. паралеле северне географске ширине. Ово подручје је претежно степа, са неким деловима шумске степе.
У скоријој историји, углавном је мигрирао у Медитеран, као и у јужну Арабију, са појављивањем на северним делововима Персијског залива, у Кувајту и Ираку. Постоје историјски записи о овој птици и на другим местима, као што је у орнитолошком речнику Гибралтара, написаном 1895. године, који индиректно наводи да је танкокљуна царска шљука забележена као птица мигрант у Малаги, у Шпанији.

## Понашање
Мало се зна о биологији размножавања, али у просеку је неколико посматраних гнезда имало четири јаја.
Танкокљуне царске шљуке су се храниле коришћењењм кљунова како би испитивале меко блато у потрази за малим бескичмењацима, али су такође бирале друге ситнице са површине када би се указала прилика. Ван сезоне парења била је веома друштвена, дружећи се са сродним врстама, посебно са великим царским шљукама.

## Пад и изумирање
Након дугог периода сталног опадања, танкокљуна царска шљука је постала изузетно ретка до краја 20. века, тада се сматрало да је било мање од 50 одраслих птица, а последње потврђено виђење из Марока је 1995. године.
Последње добро документовано гнездо пронађено је 1924. у близини Таре у Омској области, Сибир (57° Н 74° Е / 57° С; 74° И). Њено гнездилиште од тада остаје непознато, упркос неколико интензивних претрага (није изненађујуће, са више од 100.000 квадратних километара за претрагу). Степен његовог опадања се такође огледа у одсуству птица које зимују на раније редовним мароканским местима.
Узроци опадања врсте нису довољно познати, као узроци су предложени и лов и губитак станишта. Постоје записи о лову на птицу чак до 1980-их у мочварама Мерја Зерга у Мароку, једном од последњих зимовалишта ове врсте. Како је птица постајала све ређа, то је могло погоршати притисак на лов птице ради добијања коже. Примерци су наводно били уобичајени на пијацама у Италији и другим деловима Јужне Европе, пошто су одстрељени током миграције. Предвиђено станиште за гнежђење ове птице у казахстанским степама је у великој мери трансформисано у пољопривредно земљиште за узгој пшенице као део кампање Совјетских девичанских поља током 1950-их, што је резултирало смањењем популације многих врста птица аутохтоних у том подручју, а вероватно је утицало и на танкокљуну царску шљуку, иако се чини да је смањење популације ове врсте почело деценијама пре кампање узгоја. Претварање станишта у пољопривредно земљиште у ширем региону трајало је од 19. века. Мочварна станишта у зимским подручјима попут Марока и Мађарске такође су претворена у пољопривредна земљишта од 19. века, што је вероватно такође допринело смањењу.
Недавно је у Италији 1995. године забележено 20 птица, али је сада потврђено да се овај невероватни рекорд односи на Numenius arquata orientalis, што је видљиво и на фотографијама и на звучним снимцима (Kirwan et al., 2015). Постојао је потенцијални запис о незрелој јединки (старој годину дана) у базенима Друриџ у Нортамберленду, у Енглеској, од 4. до 7. маја 1998. године, за детаље видети царска шљука из залива Друриџ.Птица је првобитно примљена на Британску листу, али је уклоњена 2013. године након преиспитивања идентификације.
Танкокљуна царска шљука је пријављена на разним локацијама западног Палеарктика у више наврата од појаве птице из залива Друриџ, укључујући и наводна, али непотврђена, виђења појединачних птица из Италије и Грчке; ниједна није документована са коначним фотографијама, а барем једна наводна птица, у RSPB Минсмер, Сафок, Енглеска, 2004. године, сада се широко верује да је била велика царска шљука.

Даљи извори о врсти објављени су 2007. године у часопису British Birds magazine; чланак је наводио, цитирајући Жмуда:
Током последњих неколико година, мале групе птица су пронађене у северним приобалним подручјима [делте Дунава], које су често насељавале ниска острва, заливе и пешчане спрудове прекривене цаклењачом (Salicornia europaea) [...] Четири птице су биле присутне од 25. јула до 21. августа 2003. године, шест је виђено 11. августа 2004. године, а још једна 12. августа 2004. године.
Тим који је укључивао орнитологе из еколошке организације EuroNatur пријавио је виђење једне птице у Албанији 2006. године.
Врста је званично проглашена изумрлом 2024. године, иако IUCN листа још увек није ажурирана. Ова студија није сматрала веродостојним ниједна каснија виђења након последњег потврђеног виђења 1995. године у Мароку.

### Опште референце
- Hayman, Peter; Marchant, John; Prater, Tony (1986). Shorebirds: an identification guide to the waders of the world. Boston: Houghton Mifflin. ISBN 0-395-60237-8.
- Svensson, Lars; Zetterström, Dan; Mullarney, Killian; Grant, P. J. (1999). Collins bird guide. London: Harper & Collins. ISBN 0-00-219728-6.
- Corso, Andrea; Jansen, Justin; Kokay, Szabolcs (2014). „A review of the identification criteria and variability of the Slender-billed Curlew”. British Birds. 107: 339—370.

### Идентификација
- Corso, Andrea; Jansen, Justin; Kokay, Szabolcs (2014). „A review of the identification criteria and variability of the Slender-billed Curlew]”. British Birds. 107: 339—370.
- Marchant, John (мај 2025). „Identification of Slender-billed Curlew”. British Birds. 77: 135—140.
- Porter, Richard. „Slender-billed Curlew studies”. British Birds. 77: 581—586.
- van den Berg, Arnoud (мај 2025). „Habitat of Slender-billed Curlews in Morocco”. British Birds. 83: 1—7.
- Wijmengs, Eddy; van Dijk, Klaas. „Slender-billed Curlew in Tunisia in Feb 1984”. Dutch Birding. 7: 67—68.
- Ewins, Peter. „Slender-billed Curlews in Morocco in Feb 1979”. Dutch Birding. 11: 119—120.
- van den Berg, Arnoud. „Identification of Slender-billed Curlew and its occurrence in Morocco in winter 1987/88”. Dutch Birding. 10: 45—53.
- Corso, Andrea. „Slender-billed Curlew on Sicily in March 1996”. Dutch Birding. 18: 302.
- De Smet, Gunter. „Slender-billed Curlew collected at Canis-vliet in September 1896”. Dutch Birding. 19: 230—232.
- „The identification of the Slender-billed Curlew”. British Birds. 56 (8). 1963.
- Kirwan, Guy; Porter, Richard; Scott, Derek (2015). „Chronicle of an extinction? A review of Slender-billed Curlew records in the Middle East”. British Birds. 108: 669—682.

### Конкретне референце
1. ↑  BirdLife International (2018). „Numenius tenuirostris”. Црвени списак угрожених врста IUCN. IUCN. 2018: e.T22693185A131111201. doi:10.2305/IUCN.UK.2018-2.RLTS.T22693185A131111201.en . Приступљено 13. 11. 2021.
2. ↑  „Appendices | CITES”. cites.org. Приступљено 14. 1. 2022.
3. 1 2 3 4 5  Buchanan, Graeme M.; Chapple, Ben; Berryman, Alex J.; Crockford, Nicola; Jansen, Justin J. F. J.; Bond, Alexander L. (17. 11. 2024). „Global extinction of Slender-billed Curlew (Numenius tenuirostris)”. Ibis. 167 (2): 357—370. ISSN 0019-1019. doi:10.1111/ibi.13368.
4. ↑  Corso, Andrea; Jansen, Justin; Kokay, Szabolcs (2014). „A review of the identification criteria and variability of the Slender-billed Curlew”. British Birds. 107: 339—370.
5. 1 2  Buchanan, Graeme M.; Bond, Alexander L.; Crockford, Nicola J.; Kamp, Johannes; Pearce-Higgins, James W.; Hilton, Geoff M. (02. 03. 2017). „The potential breeding range of Slender-billed Curlew Numenius tenuirostris identified from stable-isotope analysis”. Bird Conservation International. 28 (2): 228 — 237. ISSN 0959-2709. doi:10.1017/S0959270916000551.
6. ↑  „Slender-billed Curlew Numenius tenuirostris”. BirdLife International. 10. 11. 2022. Приступљено 19. 11. 2024.
7. ↑  Irby, L. Howard L. (1895). The Ornithology of the Straits of Gibraltar (2nd изд.). London: R. H. Porter. стр. 290—291. Приступљено 19. 11. 2024 — преко Archive-org.
8. ↑  Gretton, Adam; Yurlov, Alexander K.; Boere, Gerard C. (2002). „Where does the Slender-billed Curlew nest, and what future does it have?”. British Birds. 95 (7): 334—344. ISSN 0007-0335. Архивирано из оригинала 08. 11. 2017. г. Приступљено 09. 06. 2025.
9. ↑  Davis, Josh (18. 11. 2024). „The slender-billed curlew is declared extinct” (на језику: енглески). Natural History Museum. Приступљено 19. 11. 2024.
10. ↑  Cleeves, Tim (2002). „Slender-billed Curlew in Northumberland: new to Britain and Ireland”. British Birds. 95 (6): 272—299. ISSN 0007-0335. Архивирано из оригинала 31. 05. 2016. г. Приступљено 09. 06. 2025.
11. ↑  BOU (2013). „Changes to the British List”. Архивирано из оригинала 08. 12. 2013. г. Приступљено 5. 12. 2013.
12. ↑  Goriup, Paul; Baboianu, Grigore; Chernichko, Joseph (2007). „The Danube Delta: Europe's remarkable wetland”. British Birds. 100: 194—213. ISSN 0007-0335.
13. ↑  Zhmud, M. (2005). „Slender-billed Curlew: promising discovery in the Danube delta”. Wader Study Group Bull. 106: 51—54.